# Asteroporpa indicus
Asteroporpa indicus är en ormstjärneart som beskrevs av Baker 1980. Asteroporpa indicus ingår i släktet Asteroporpa och familjen medusahuvuden. Inga underarter finns listade i Catalogue of Life.